# Mahou no Angel Sweet Mint
Mahou no Angel Sweet Mint (яп. 魔法のエンジェルスイートミント махо: но эндзэру суи:то минто) — японский аниме-сериал, выпущенный студией Ashi Productions. Транслировался по телеканалу TV Tokyo с 2 мая 1990 года по 27 марта 1991 года. Всего выпущено 47 серий аниме. Сериал также транслировался на территории Кореи, Испании, Италии, Филиппинах.

## Сюжет
Сюжет разворачивается вокруг молодой волшебницы по имени Минт — принцессы королевства магии и фантазий. Благополучие страны полностью зависит от человеческих мечтаний, однако современные люди перестают верить в чудеса, что ставит существование волшебного мира под угрозой. Минт в свой 12-й день рождения соглашается отправиться на землю чтобы вернуть людям их мечты и надежду, это также станет её испытанием, которое сможет доказать, на сколько достойным правителем станет Минт.
Отец Минт решает, чтобы девочка жила на земле вместе со своей тётей, которая держит сувенирный магазин. Также Минт может взять с собой двух друзей, которые знают о её настоящей личности и будут помогать главной героине на Земле. Однако после прибытия на землю выясняется, что отец Минт забыл дать ей адрес тёти, которой ей теперь нужно найти.

## Список персонажей
Минт
Сэйю: Хироко Касахара
Главная героиня истории, 15-летняя девочка-волшебница и принцесса из королевства фей, которая посещает земную школу. Она родилась 16 августа 24721 года «эры магии». Очень добрая и нежная, но в то же время и является сорванцом. Время от времени из-за неопытности может проявлять свой эгоизм. Имеет комплект волшебных предметов, может преобразовываться, для этого ей нужно произнести заклинание «Париэру Рэмурин Свит Минт». Имеет ненасытный аппетит, питается в основном бутербродами, в промежутках между приёмом пищи ест печенье.
Вафля
Питомец Минт, летающий пингвин.
Гайка
Сэйю: Сакико Тамагава
Волшебница и одна из лучших подруг Минт. Любит читать, превосходный повар, готовит для своей семьи.
Слива
Сэйю: Нодзому Сасаки
Друг Минт, Волшебник. Дамский угодник. Впервые появляется, маскируясь под молодую девушку по имени Куруми.